# Sybra subcrassepuncta
Sybra subcrassepuncta là một loài bọ cánh cứng trong họ Cerambycidae.